# Khalid Aucho
Khalid Aucho (Jinja, 8 de agosto de 1993) é um futebolista profissional ugandense que atua como meia.

## Carreira
Khalid Aucho representou o elenco da Seleção Ugandense de Futebol no Campeonato Africano das Nações de 2017.